# 莱马聚尔
莱马聚尔（法語：Les Mazures，法語發音：[le mazyʁ]）是法国大東部大區阿登省的一个市镇，属于沙勒维尔-梅济耶尔区。

## 地理
莱马聚尔（49°53'17"N, 4°37'35"E）面积36.14 平方千米，位于法国大東部大區阿登省，该省份为法国北部内陆省份，西接埃纳省，南至马恩省，东临默兹省，北与比利时接壤。
与莱马聚尔接壤的市镇（或旧市镇、城区）包括：昂尚、菲代勒堡、德维尔、阿尔西、莱富尔、朗韦、勒万、罗克鲁瓦。

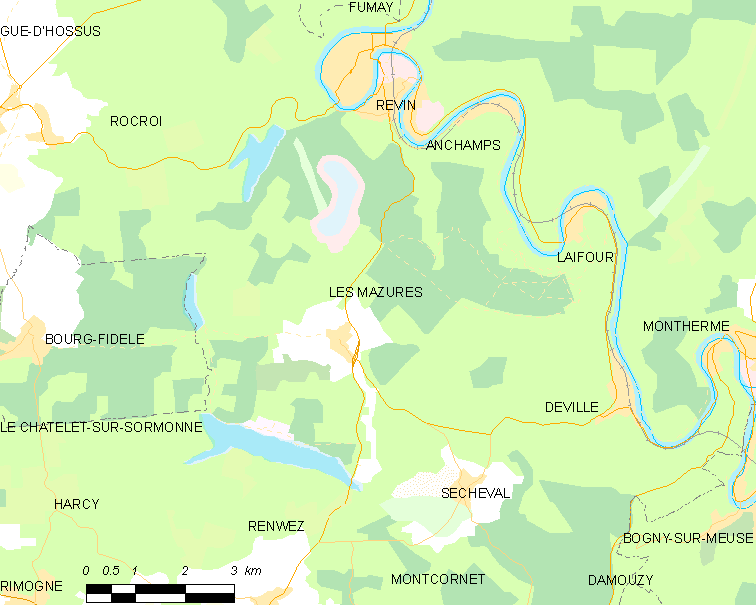
莱马聚尔的OSM定位图

莱马聚尔的时区为UTC+01:00、UTC+02:00（夏令时）。

## 行政
莱马聚尔的邮政编码为08500，INSEE市镇编码为08284。

## 政治
莱马聚尔所属的省级选区为默兹河畔博尼县。

## 人口

1962-2008年间莱马聚尔人口变化图示

莱马聚尔于2022年1月1日时的人口数量为856人。